# Can Mitjans de Guardiola
Can Mitjans de Guardiola és una masia del municipi de Viladecavalls (Vallès Occidental) protegida com a bé cultural d'interès local.

## Descripció
És una masia de planta quadrangular amb teulada a quatre vessants i el carener paral·lel a la façana principal. Consta de planta baixa, un pis i golfes. La façana està precedida per una escalinata que mena a la porta principal d'arc de mig punt adovellada. Les obertures es reparteixen de forma simètrica; a la planta baixa hi ha una finestra a banda i banda de la porta, amb la llinda i els brancals fets amb grans carreus de pedra; al primer pis s'obren 4 finestres de característiques similars a les del primer pis i a les golfes hi ha una galeria formada per petits arcs de mig punt amb l'arcada central més ample que la resta. A banda i banda de la casa hi ha altres cossos, de diferents alçades, annexos. Davant del mas hi ha l'antiga era que queda tancada per un mur amb una porta d'arc rebaixat i coronada per una petita teulada a dues aigües.

## Història
És una masia coneguda també com a Mas Guardiola, Mas d'en Mitjans de la Guardiola o Casa Mitjans de la Torre. Segons S. Cardús, en origen era una de les guardioles, o torres de guaita, establertes als segles VIII i IX durant la reconquesta de Catalunya. Les referències documentals són molt escasses. L'any 1302 apareix documentat un Guillem de Çaguardiola, de la parròquia de Santa Maria de Taudell, que possiblement era senyor d'aquesta casa forta.
Al segle xv sembla que el domini era del monestir de Sant Cugat. Una inscripció a la façana explica que la casa fou tres vegades víctima del foc i per aquesta raó es va haver de reedificar diverses vegades. L'incendi del 1714 la va destruir completament i la nova construcció data del 1735. Les últimes reconstruccions són del 1935.